# Conejo dálmata

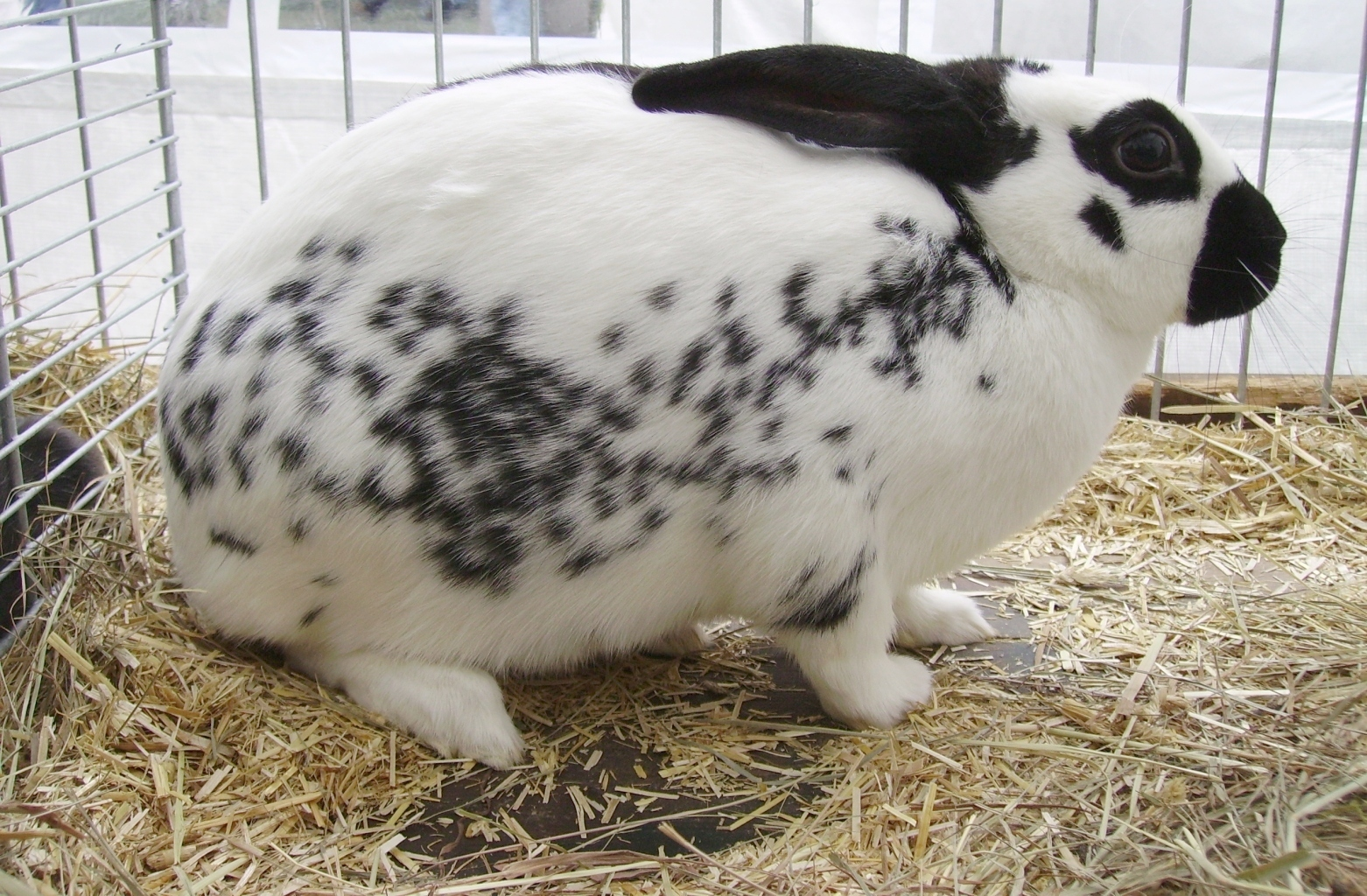

El conejo dálmata, también llamado el Rex dálmata, es un conejo de tamaño mediano, que pesa de 6 a 8 libras. Su pelaje es principalmente blanco con manchas de color negro, azul, marrón, naranja o leonado.
La raza no está reconocida por la Asociación Estadounidense de Criadores de Conejos, pero sí por el British Rabbit Council, el British Mini Rex Club, y el Club Nacional de Conejos Rex Dálmata.
El conejo es originario de Alemania y Francia. Los conejos dálmatas son muy activos y amigables. El conejo es raro y se está agotando en Europa.